# Mutterstadt
Mutterstadt település Németországban, Rajna-vidék-Pfalz tartományban. Lakosainak száma 13 191 fő (2023. december 31.). Mutterstadt Ruccheim községgel határos.

## Népesség
A település népességének változása:
| Lakosok száma | 10 530 | 12 454 | 12 636 | 12 846 | 12 863 | 13 036 | 13 139 | 13 191 |
|               | 1975   | 2012   | 2015   | 2017   | 2019   | 2021   | 2022   | 2023   |